# CONCACAF Champions League 2016/17
Die CONCACAF Champions League 2016/17 war die neunte Auflage des Wettbewerbs unter diesem Namen. Das Fußballturnier begann am 2. August 2016 mit der Gruppenphase und endete mit den Finalspielen am 26. April 2017. Titelverteidiger war der mexikanische Verein Club América, der sich aber nicht qualifizieren konnte.
Der Sieger des Wettbewerbs qualifizierte sich als Repräsentant der CONCACAF für die FIFA-Klub-Weltmeisterschaft 2017 in den Vereinigten Arabischen Emiraten.

## Modus
An der Champions League 2016/17 nahmen 24 Mannschaften aus 12 Nationen teil. In der Gruppenphase spielten sie in acht Gruppen zu je drei Mannschaften die acht Teilnehmer für die K.-o.-Runde aus. Hatten nach der Gruppenphase zwei oder mehr Teams die gleiche Anzahl an Punkten entschieden folgende Kriterien in der Reihenfolge:
1. Anzahl der Punkte im direkten Vergleich
2. Bessere Tordifferenz im direkten Vergleich
3. Höhere Anzahl an Auswärtstoren im direkten Vergleich
4. Bessere Tordifferenz aus allen Gruppenspielen
5. Höhere Anzahl an Toren aus allen Gruppenspielen
6. Höhere Anzahl an Auswärtstoren aus allen Gruppenspielen
7. Losentscheid

Die acht Gruppensieger traten dann in einer K.-o.-Phase jeweils in einem Hin- und Rückspiel gegeneinander an, dabei galt die Auswärtstorregel. Auch das Finale wurde in einem Hin- und Rückspiel entschieden.

## Teilnehmerfeld
An der CONCACAF Champions League 2016/17 nahmen 24 Mannschaften teil. Die Mannschaften kamen aus Nordamerika, der Karibik und Zentralamerika.
| - Mexiko (Liga MX – 2015/16) - UANL Tigres - CF Pachuca - UNAM Pumas - CF Monterrey - USA (Major League Soccer – 2015) - Portland Timbers - New York Red Bulls - FC Dallas - Sporting Kansas City - Kanada (Canadian Championship – 2015) - Vancouver Whitecaps - Costa Rica (Primera División) - CD Saprissa - CS Herediano - Honduras (Liga Nacional) - CD Honduras Progreso - CD Olimpia |  | - Guatemala (Liga Nacional) - Antigua GFC - CD Suchitepéquez - Panama (ANAPROF) - CD Árabe Unido - CD Plaza Amador - El Salvador (Primera Divisíon) - Alianza FC - CD Dragón - Nicaragua (Primera División de Nicaragua) - Real Estelí FC - Belize (Premier League of Belize) - Police United FC - Karibik (CFU Club Championship) - Central FC - W Connection - Don Bosco FC |

## Gruppenphase
Die Spiele der Gruppenphase fanden von August bis Oktober 2016 statt.

### Gruppe A
| Pl. | Verein               | Sp. | S | U | N | Tore    | Diff. | Punkte |
| --- | -------------------- | --- | - | - | - | ------- | ----- | ------ |
| 1.  | UNAM Pumas           | 4   | 3 | 0 | 1 | 015:500 | +10   | 09     |
| 2.  | CD Honduras Progreso | 4   | 2 | 1 | 1 | 004:400 | ±0    | 07     |
| 3.  | W Connection         | 4   | 0 | 1 | 3 | 004:140 | −10   | 01     |

| 3. August 2016       |     |                                                          |
| W Connection         | 2:4 | UNAM Pumas \|\| Ato Boldon Stadium                       |
| 18. August 2016      |     |                                                          |
| UNAM Pumas           | 2:0 | CD Honduras Progreso \|\| Estadio Olímpico Universitario |
| 25. August 2016      |     |                                                          |
| W Connection         | 1:1 | CD Honduras Progreso \|\| Ato Boldon Stadium             |
| 15. September 2016   |     |                                                          |
| CD Honduras Progreso | 2:1 | UNAM Pumas \|\| Estadio Olímpico Metropolitano           |
| 29. September 2016   |     |                                                          |
| CD Honduras Progreso | 1:0 | W Connection \|\| Estadio Francisco Morazán              |
| 20. Oktober 2016     |     |                                                          |
| UNAM Pumas           | 8:1 | W Connection \|\| Estadio Olímpico Universitario         |

### Gruppe B
| Pl. | Verein           | Sp. | S | U | N | Tore    | Diff. | Punkte |
| --- | ---------------- | --- | - | - | - | ------- | ----- | ------ |
| 1.  | CD Saprissa      | 4   | 2 | 2 | 0 | 011:300 | +8    | 08     |
| 2.  | Portland Timbers | 4   | 2 | 1 | 1 | 007:700 | ±0    | 07     |
| 3.  | CD Dragón        | 4   | 0 | 1 | 3 | 002:100 | −8    | 01     |

| 3. August 2016     |     |                                                     |
| Portland Timbers   | 2:1 | CD Dragón \|\| Providence Park                      |
| 18. August 2016    |     |                                                     |
| CD Saprissa        | 6:0 | CD Dragón \|\| Estadio Ricardo Saprissa Aymá        |
| 25. August 2016    |     |                                                     |
| CD Dragón          | 0:0 | CD Saprissa \|\| Estadio Cuscatlán                  |
| 14. September 2016 |     |                                                     |
| CD Saprissa        | 4:2 | Portland Timbers \|\| Estadio Ricardo Saprissa Aymá |
| 27. September 2016 |     |                                                     |
| CD Dragón          | 1:2 | Portland Timbers \|\| Estadio Cuscatlán             |
| 19. Oktober 2016   |     |                                                     |
| Portland Timbers   | 1:1 | CD Saprissa \|\| Providence Park                    |

### Gruppe C
| Pl. | Verein               | Sp. | S | U | N | Tore    | Diff. | Punkte |
| --- | -------------------- | --- | - | - | - | ------- | ----- | ------ |
| 1.  | Vancouver Whitecaps  | 4   | 4 | 0 | 0 | 010:200 | +8    | 12     |
| 2.  | Sporting Kansas City | 4   | 1 | 1 | 2 | 006:800 | −2    | 04     |
| 3.  | Central FC           | 4   | 0 | 1 | 3 | 004:100 | −6    | 01     |

| 2. August 2016       |     |                                                |
| Central FC           | 0:1 | Vancouver Whitecaps \|\| Ato Boldon Stadium    |
| 16. August 2016      |     |                                                |
| Central FC           | 2:2 | Sporting Kansas City \|\| Ato Boldon Stadium   |
| 23. August 2016      |     |                                                |
| Vancouver Whitecaps  | 3:0 | Sporting Kansas City \|\| BC Place Stadium     |
| 13. September 2016   |     |                                                |
| Sporting Kansas City | 1:2 | Vancouver Whitecaps \|\| Children’s Mercy Park |
| 28. September 2016   |     |                                                |
| Vancouver Whitecaps  | 4:1 | Central FC \|\| BC Place Stadium               |
| 19. Oktober 2016     |     |                                                |
| Sporting Kansas City | 3:1 | Central FC \|\| Children’s Mercy Park          |

### Gruppe D
| Pl. | Verein         | Sp. | S | U | N | Tore    | Diff. | Punkte |
| --- | -------------- | --- | - | - | - | ------- | ----- | ------ |
| 1.  | CD Árabe Unido | 4   | 4 | 0 | 0 | 012:500 | +7    | 12     |
| 2.  | CF Monterrey   | 4   | 2 | 0 | 2 | 009:500 | +4    | 06     |
| 3.  | Don Bosco FC   | 4   | 0 | 0 | 4 | 002:130 | −11   | 0      |

| 3. August 2016     |     |                                           |
| Don Bosco FC       | 0:3 | CF Monterrey \|\| Stade Sylvio Cator      |
| 17. August 2016    |     |                                           |
| CF Monterrey       | 2:3 | CD Árabe Unido \|\| Estadio BBVA Bancomer |
| 24. August 2016    |     |                                           |
| Don Bosco FC       | 2:5 | CD Árabe Unido \|\| Stade Sylvio Cator    |
| 14. September 2016 |     |                                           |
| CD Árabe Unido     | 2:1 | CF Monterrey \|\| Estadio Maracaná        |
| 28. September 2016 |     |                                           |
| CF Monterrey       | 3:0 | Don Bosco FC \|\| Estadio BBVA Bancomer   |
| 18. Oktober 2016   |     |                                           |
| CD Árabe Unido     | 2:0 | Don Bosco FC \|\| Estadio Maracaná        |

### Gruppe E
| Pl. | Verein           | Sp. | S | U | N | Tore    | Diff. | Punkte |
| --- | ---------------- | --- | - | - | - | ------- | ----- | ------ |
| 1.  | CF Pachuca       | 4   | 3 | 1 | 0 | 019:400 | +15   | 10     |
| 2.  | CD Olimpia       | 4   | 2 | 1 | 1 | 013:600 | +7    | 07     |
| 3.  | Police United FC | 4   | 0 | 0 | 4 | 001:230 | −22   | 0      |

| 2. August 2016     |      |                                                       |
| CF Pachuca         | 1:0  | CD Olimpia \|\| Estadio Hidalgo                       |
| 16. August 2016    |      |                                                       |
| CD Olimpia         | 4:0  | Police United FC \|\| Estadio Nacional de Tegucigalpa |
| 23. August 2016    |      |                                                       |
| CF Pachuca         | 3:0  | Police United FC \|\| Estadio Hidalgo                 |
| 13. September 2016 |      |                                                       |
| Police United FC   | 0:11 | CF Pachuca \|\| FFB Field                             |
| 29. September 2016 |      |                                                       |
| Police United FC   | 1:5  | CD Olimpia \|\| FFB Field                             |
| 19. Oktober 2016   |      |                                                       |
| CD Olimpia         | 4:4  | CF Pachuca \|\| Estadio Nacional de Tegucigalpa       |

### Gruppe F
| Pl. | Verein             | Sp. | S | U | N | Tore    | Diff. | Punkte |
| --- | ------------------ | --- | - | - | - | ------- | ----- | ------ |
| 1.  | New York Red Bulls | 4   | 2 | 2 | 0 | 005:100 | +4    | 08     |
| 2.  | Alianza FC         | 4   | 1 | 2 | 1 | 005:400 | +1    | 05     |
| 3.  | Antigua GFC        | 4   | 0 | 2 | 2 | 002:700 | −5    | 02     |

| 3. August 2016     |     |                                                        |
| New York Red Bulls | 3:0 | Antigua GFC \|\| Red Bull Arena                        |
| 16. August 2016    |     |                                                        |
| Alianza FC         | 1:1 | New York Red Bulls \|\| Estadio Cuscatlán              |
| 23. August 2016    |     |                                                        |
| Alianza FC         | 1:1 | Antigua GFC \|\| Estadio Cuscatlán                     |
| 15. September 2016 |     |                                                        |
| New York Red Bulls | 1:0 | Alianza FC \|\| Red Bull Arena                         |
| 27. September 2016 |     |                                                        |
| Antigua GFC        | 0:0 | New York Red Bulls \|\| Estadio Doroteo Guamuch Flores |
| 18. Oktober 2016   |     |                                                        |
| Antigua GFC        | 1:3 | Alianza FC \|\| Estadio Doroteo Guamuch Flores         |

### Gruppe G
| Pl. | Verein          | Sp. | S | U | N | Tore    | Diff. | Punkte |
| --- | --------------- | --- | - | - | - | ------- | ----- | ------ |
| 1.  | UANL Tigres     | 4   | 3 | 0 | 1 | 009:300 | +6    | 09     |
| 2.  | CS Herediano    | 4   | 1 | 1 | 2 | 004:700 | −3    | 04     |
| 3.  | CD Plaza Amador | 4   | 1 | 1 | 2 | 003:600 | −3    | 04     |

| 4. August 2016     |     |                                                     |
| CD Plaza Amador    | 1:1 | CS Herediano \|\| Estadio Maracaná                  |
| 17. August 2016    |     |                                                     |
| CS Herediano       | 1:3 | UANL Tigres \|\| Estadio Eladio Rosabal Cordero     |
| 24. August 2016    |     |                                                     |
| UANL Tigres        | 3:1 | CD Plaza Amador \|\| Estadio Universitario          |
| 15. September 2016 |     |                                                     |
| CS Herediano       | 2:0 | CD Plaza Amador \|\| Estadio Eladio Rosabal Cordero |
| 28. September 2016 |     |                                                     |
| CD Plaza Amador    | 1:0 | UANL Tigres \|\| Estadio Maracaná                   |
| 18. Oktober 2016   |     |                                                     |
| UANL Tigres        | 3:0 | CS Herediano \|\| Estadio Universitario             |

### Gruppe H
| Pl. | Verein           | Sp. | S | U | N | Tore    | Diff. | Punkte |
| --- | ---------------- | --- | - | - | - | ------- | ----- | ------ |
| 1.  | FC Dallas        | 4   | 2 | 2 | 0 | 008:400 | +4    | 08     |
| 2.  | CD Suchitepéquez | 4   | 1 | 2 | 1 | 004:600 | −2    | 05     |
| 3.  | Real Estelí FC   | 4   | 0 | 2 | 2 | 003:500 | −2    | 02     |

| 4. August 2016     |     |                                                    |
| FC Dallas          | 2:1 | Real Estelí FC \|\| Toyota Stadium                 |
| 18. August 2016    |     |                                                    |
| CD Suchitepéquez   | 1:0 | Real Estelí FC \|\| Estadio Doroteo Guamuch Flores |
| 24. August 2016    |     |                                                    |
| Real Estelí FC     | 1:1 | FC Dallas \|\| Estadio Independencia               |
| 13. September 2016 |     |                                                    |
| Real Estelí FC     | 1:1 | CD Suchitepéquez \|\| Estadio Independencia        |
| 28. September 2016 |     |                                                    |
| FC Dallas          | 0:0 | CD Suchitepéquez \|\| Toyota Stadium               |
| 20. Oktober 2016   |     |                                                    |
| CD Suchitepéquez   | 2:5 | FC Dallas \|\| Estadio Doroteo Guamuch Flores      |

### Rangliste der Gruppenersten
| Pl. | Verein              | Sp. | S | U | N | Tore    | Diff. | Punkte | Gruppe |
| --- | ------------------- | --- | - | - | - | ------- | ----- | ------ | ------ |
| 1.  | Vancouver Whitecaps | 4   | 4 | 0 | 0 | 010:200 | +8    | 12     | C      |
| 2.  | CD Árabe Unido      | 4   | 4 | 0 | 0 | 012:500 | +7    | 12     | D      |
| 3.  | CF Pachuca          | 4   | 3 | 1 | 0 | 019:400 | +15   | 10     | E      |
| 4.  | UNAM Pumas          | 4   | 3 | 0 | 1 | 015:500 | +10   | 09     | A      |
| 5.  | UANL Tigres         | 4   | 3 | 0 | 1 | 009:300 | +6    | 09     | G      |
| 6.  | CD Saprissa         | 4   | 2 | 2 | 0 | 011:300 | +8    | 08     | B      |
| 7.  | FC Dallas           | 4   | 2 | 2 | 0 | 008:400 | +4    | 08     | H      |
| 8.  | New York Red Bulls  | 4   | 2 | 2 | 0 | 005:100 | +4    | 08     | F      |

## K.-o.-Runde

### Viertelfinale
Die Hinspiele des Viertelfinales fanden vom 21. bis zum 23. Februar 2017 statt, die Rückspiele vom 28. Februar bis zum 2. März 2017.
Die Spiele wurden nicht ausgelost, sondern über eine Setzliste bestimmt. An die acht Gruppensieger wurden entsprechend ihrer Rangfolge die Startnummern 1 bis 8 vergeben. Im Viertelfinale spielten dann die Mannschaften der Positionen 1 und 8, 2 und 7, 3 und 6 sowie 4 und 5 gegeneinander.
|                    | Gesamt |                     | Hinspiel | Rückspiel |
| ------------------ | ------ | ------------------- | -------- | --------- |
| New York Red Bulls | 1:3    | Vancouver Whitecaps | 1:1      | 0:2       |
| FC Dallas          | 5:2    | CD Árabe Unido      | 4:0      | 1:2       |
| CD Saprissa        | 0:4    | CF Pachuca          | 0:0      | 0:4       |
| UANL Tigres        | 4:1    | UNAM Pumas          | 1:1      | 3:0       |

### Halbfinale
Die Hinspiele des Halbfinales fanden am 14. und 15. März 2017 statt, die Rückspiele am 4. und 5. April 2017.
|             | Gesamt |                     | Hinspiel | Rückspiel |
| ----------- | ------ | ------------------- | -------- | --------- |
| UANL Tigres | 4:1    | Vancouver Whitecaps | 2:0      | 2:1       |
| FC Dallas   | 3:4    | CF Pachuca          | 2:1      | 1:3       |

### Finale

#### Hinspiel
| UANL Tigres                                                                           | UANL Tigres | CF Pachuca | CF Pachuca |
| ------------------------------------------------------------------------------------- | --- | --- | ---------- |
| UANL Tigres                                                                           | \| 18. April 2017 um 21:00 Uhr (CDT) in San Nicolás de los Garza (Estadio Universitario) \| \| Ergebnis: 1:1 (1:1) \| \| Zuschauer: 35.147 \| \| Schiedsrichter: Mark Geiger ( Vereinigte Staaten) \|                                                                       | \| 18. April 2017 um 21:00 Uhr (CDT) in San Nicolás de los Garza (Estadio Universitario) \| \| Ergebnis: 1:1 (1:1) \| \| Zuschauer: 35.147 \| \| Schiedsrichter: Mark Geiger ( Vereinigte Staaten) \|                                                         | CF Pachuca |
| UANL Tigres                                                                           | Nahuel Guzmán – Luis Alfonso Rodríguez (68. Jürgen Damm), Hugo Ayala, Juninho , Jorge Torres Nilo – Jesús Dueñas, Guido Pizarro (73. Luis Advíncula), Ismael Sosa, Javier Aquino – Eduardo Vargas (85. Lucas Zelarrayán), André-Pierre Gignac Cheftrainer: Ricardo Ferretti | Alfonso Blanco – Raúl López Gómez, Omar González, Óscar Murillo, Emmanuel García – Víctor Guzmán, Jorge Hernández, Erick Gutiérrez (90.+1' Stefan Medina) – Jonathan Urretaviscaya, Franco Jara (84. Erick Aguirre), Hirving Lozano Cheftrainer: Diego Alonso | CF Pachuca |
| UANL Tigres                                                                           | 1:1 Ismael Sosa (32.) | 0:1 Raúl López Gómez (3.) | CF Pachuca |
| UANL Tigres                                                                           | Guido Pizarro (24.), Javier Aquino (26.), Jesús Dueñas (64.), Juninho (73.), Luis Advíncula (90.) | Erick Gutiérrez (66.), Jonathan Urretaviscaya (70.), Emmanuel García (90.) | CF Pachuca |
| UANL Tigres                                                                           | Alfonso Blanco hält Handelfmeter von Eduardo Vargas (67.) | | CF Pachuca |
| 18. April 2017 um 21:00 Uhr (CDT) in San Nicolás de los Garza (Estadio Universitario) | | |            |
| Ergebnis: 1:1 (1:1)                                                                   | | |            |
| Zuschauer: 35.147                                                                     | | |            |
| Schiedsrichter: Mark Geiger ( Vereinigte Staaten)                                     | | |            |

#### Rückspiel
| CF Pachuca                                                             | CF Pachuca | UANL Tigres | UANL Tigres |
| ---------------------------------------------------------------------- | --- | --- | ----------- |
| CF Pachuca                                                             | \| 26. April 2017 um 21:00 Uhr (CDT) in Pachuca de Soto (Estadio Hidalgo) \| \| Ergebnis: 1:0 (0:0) \| \| Schiedsrichter: César Arturo Ramos ( Mexiko) \| | \| 26. April 2017 um 21:00 Uhr (CDT) in Pachuca de Soto (Estadio Hidalgo) \| \| Ergebnis: 1:0 (0:0) \| \| Schiedsrichter: César Arturo Ramos ( Mexiko) \| | UANL Tigres |
| CF Pachuca                                                             | Alfonso Blanco – Raúl López Gómez, Omar González, Óscar Murillo, Emmanuel García – Víctor Guzmán (77. Erick Aguirre), Jorge Hernández, Erick Gutiérrez – Jonathan Urretaviscaya (84. Stefan Medina), Franco Jara, Hirving Lozano (90. Francisco Figueroa) Cheftrainer: Diego Alonso | Nahuel Guzmán – Luis Alfonso Rodríguez (46. Luis Advíncula), Hugo Ayala, Juninho , Jorge Torres Nilo – Jesús Dueñas (75. Lucas Zelarrayán), Guido Pizarro, Ismael Sosa, Javier Aquino – Jürgen Damm (46. Eduardo Vargas), André-Pierre Gignac Cheftrainer: Ricardo Ferretti | UANL Tigres |
| CF Pachuca                                                             | 1:0 Franco Jara (83.) | | UANL Tigres |
| CF Pachuca                                                             | Franco Jara (84.) | Juninho (24.), Luis Alfonso Rodríguez (33.), Guido Pizarro (66.), Jorge Torres Nilo (77.), Nahuel Guzmán (90.+2') | UANL Tigres |
| CF Pachuca                                                             | Guido Pizarro (78.) | | UANL Tigres |
| 26. April 2017 um 21:00 Uhr (CDT) in Pachuca de Soto (Estadio Hidalgo) | | |             |
| Ergebnis: 1:0 (0:0)                                                    | | |             |
| Schiedsrichter: César Arturo Ramos ( Mexiko)                           | | |             |

## Torschützenliste
Bei gleicher Anzahl von Treffern sind die Spieler alphabetisch sortiert.
| Platz    | Spieler                 | Mannschaft           | Tore |
| -------- | ----------------------- | -------------------- | ---- |
| 01       | Hirving Lozano          | CF Pachuca           | 8    |
| 02       | Franco Jara             | CF Pachuca           | 6    |
| 03       | Jóse González           | CD Árabe Unido       | 5    |
|          | Cristian Techera        | Vancouver Whitecaps  | 5    |
| 05       | Óscar Guerrero          | Alianza FC           | 4    |
| 06       | Kellyn Acosta           | FC Dallas            | 3    |
|          | Marvin Angulo           | CD Saprissa          | 3    |
|          | Rolando Blackburn       | CD Saprissa          | 3    |
|          | Edwin Cardona           | CF Monterrey         | 3    |
|          | Carlo Costly            | CD Olimpia           | 3    |
|          | Eduardo Herrera Aguirre | UNAM Pumas           | 3    |
|          | Víctor Moncada          | CD Honduras Progreso | 3    |
|          | Alfonso Nieto           | UNAM Pumas           | 3    |
|          | Yendrick Ruiz           | CS Herediano         | 3    |
|          | Jonathan Urretaviscaya  | CF Pachuca           | 3    |
|          | Eduardo Vargas          | UANL Tigres          | 3    |
| Endstand |                         |                      |      |